# Cantón de Épernay-2
El cantón de Épernay-2 es una división administrativa francesa, situada en el departamento de Marne y la región Champaña-Ardenas.

## Geografía
Porque estar soltera esta de moda

## Composición
El Cantón de Épernay-2 agrupa 11 comunas:
- Saint-Martin-d'Ablois
- Chouilly
- Damery
- Épernay
- Fleury-la-Rivière
- Mardeuil
- Moussy
- Pierry
- Vauciennes
- Venteuil
- Vinay

## Demografía
| 8,083 | 8,605 | 8,921 | 9,591 | 9,164 | 9,416 |
| Para los censos de 1962 a 1999 la población legal corresponde a la población sin duplicidades (Fuente: INSEE [Consultar]) |       |       |       |       |       |